# Rathaus Mitte
Das Rathaus Mitte ist ein Verwaltungsgebäude an der Karl-Marx-Allee im Berliner Ortsteil Mitte des gleichnamigen Bezirks, das als Rathaus an das Bezirksamt Mitte vermietet und Sitz eines der drei Bürgerämter des Bezirks ist. Es wurde im Jahr 1998 als erster Berliner Rathausneubau seit der politischen Wende fertiggestellt und ist als Teil eines Baudenkmalensembles dem an gleicher Stelle zuvor abgerissenen Hotel Berolina nachempfunden. Der Bezirk Mitte hat beschlossen, ein neues eigenes Rathaus errichten zu lassen. Nach einem im April 2025 abgeschlossenen  Architektenwettbewerb entsteht es an der Ecke Otto-Braun-Straße neben dem Haus der Statistik.

## Architektur
Das Verwaltungsgebäude entstand nach Entwürfen der Architektengemeinschaft BHPS – Bassenge, Heinrich, Puhan-Schulz. Das Hochhaus hat 14 Geschosse, einschließlich zweier Sockelgeschosse und eines Dachgeschosses, sowie ein Kellergeschoss. Es handelt sich um einen Betonbau mit aussteifenden Kernen in Gleitbauweise. Das gläserne Treppenhaus betont seine Höhe. Die Fensterbänder und die Betonbänder der Vorhangfassade unterstreichen den parallelen Verlauf zur Karl-Marx-Allee. An seiner Rückseite ist das Hochhaus mit einem Pavillon verbunden, hinter dessen großformatigen Fenstern sich der Sitzungssaal der Bezirksverordnetenversammlung befindet.

## Geschichte
Die estnische Unternehmensgruppe Trigon Invest ließ das Gebäude in den Jahren 1996 bis 1998 binnen 19 Monaten errichten. An seiner Stelle hatte bis dahin das 1964 eröffnete Hotel Berolina gestanden, das trotz Denkmalschutz abgerissen wurde. Das Hotel war im Zentrum des ursprünglichen zweiten Bauabschnitts der Karl-Marx-Allee nach einem Entwurf von Josef Kaiser und Kollektiv entstanden. Der Neubau von 1998 orientiert sich in Kubatur und Fassade gemäß den Auflagen des Ensembleschutzes am Vorgängerbau. Wie vormals dieser steht auch das Rathausgebäude trotz seiner Adresse nicht unmittelbar an der Karl-Marx-Allee, sondern hinter dem Kino International an der Berolinastraße.
Die Kosten für den Rohbau betrugen ungefähr 17 Millionen DM, die Baukosten insgesamt 52 Millionen DM (kaufkraftbereinigt in heutiger Währung: rund 42,8 Millionen Euro).
Mit dem Bezug des gemieteten Neubaus wurden die Dienststellen des Bezirksamts Mitte erstmals seit 1920 wieder unter einem Dach vereint. Der Rat des Stadtbezirks Mitte (Mitte der 1950er Jahre bis 1990) und das Bezirksamt Mitte (1990–1998) hatten ihren Hauptsitz im Berolinahaus am Alexanderplatz. Seit der Berliner Bezirksreform 2001 dient das Rathaus Tiergarten als offizieller Sitz der Verwaltung des Bezirks Mitte, das dem Bezirk gehört.
Der bisherige Eigentümer Trigon Invest verkaufte die Immobilie Anfang 2018 für 87,4 Millionen Euro an die Union Investment. Das Bezirksamt Mitte ist weiterhin lediglich Mieter des Rathauses und musste ab 1. März 2018 gemäß dem Mietvertrag eine Mietsteigerung von 54,5 % auf 13,50 Euro/m² netto kalt hinnehmen. Der Mietvertrag wurde um weitere zehn Jahre verlängert. Die Miete für 20.000 m² steigt von 167.772,98 Euro netto kalt pro Monat auf 259.269,40 Euro monatlich. Der Bezirk bezeichnete die starke Steigerung dennoch als vergleichsweise günstig. Im Jahr 2028 soll das Rathaus Mitte in das 2017 vom Bund erworbene Haus der Statistik umziehen, um der Gefahr weiter steigender Mieten zu begegnen.

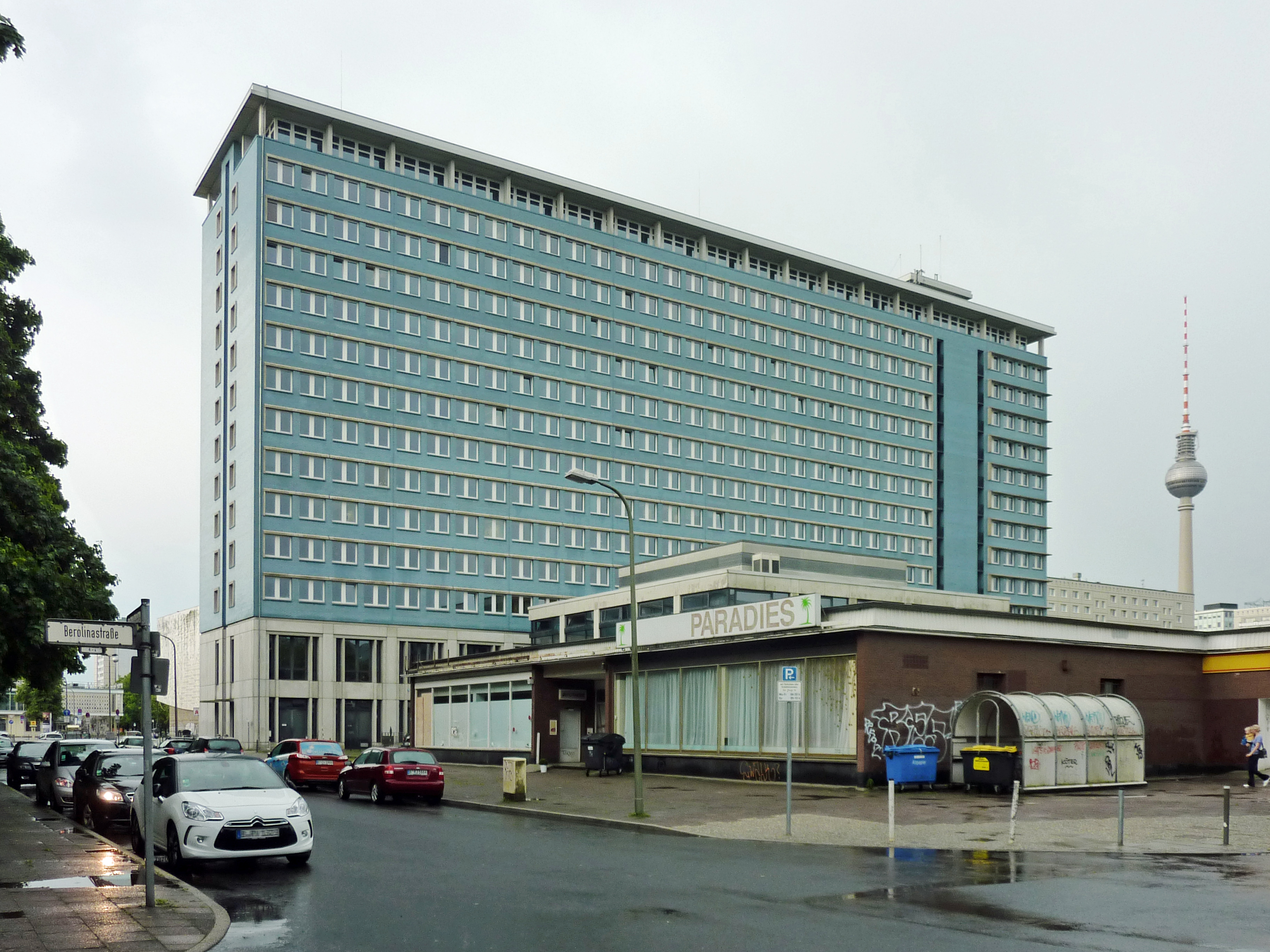
Rückseite, von der Berolinastraße aus gesehen
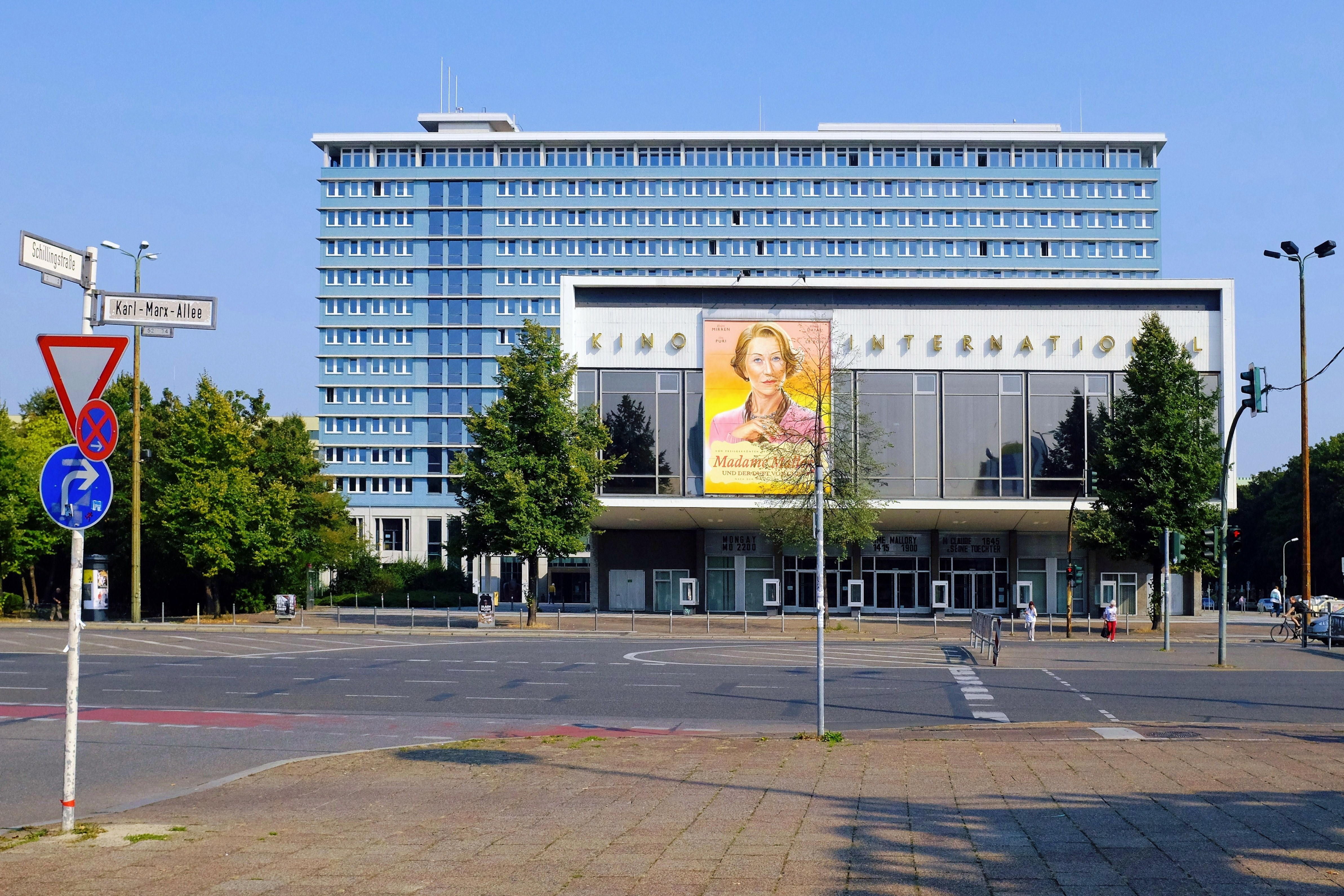
Rathaus Mitte hinter dem Kino International
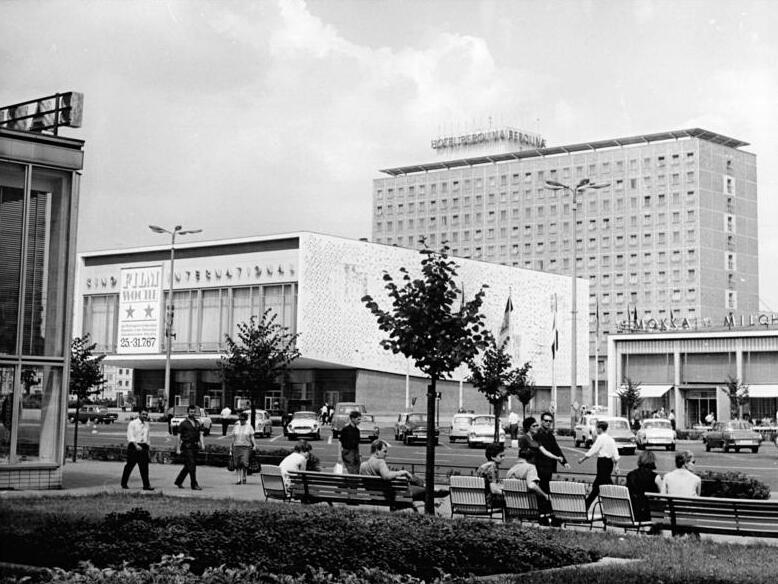
Hotel Berolina hinter dem Kino International, 1967

## Kunst für das Rathaus

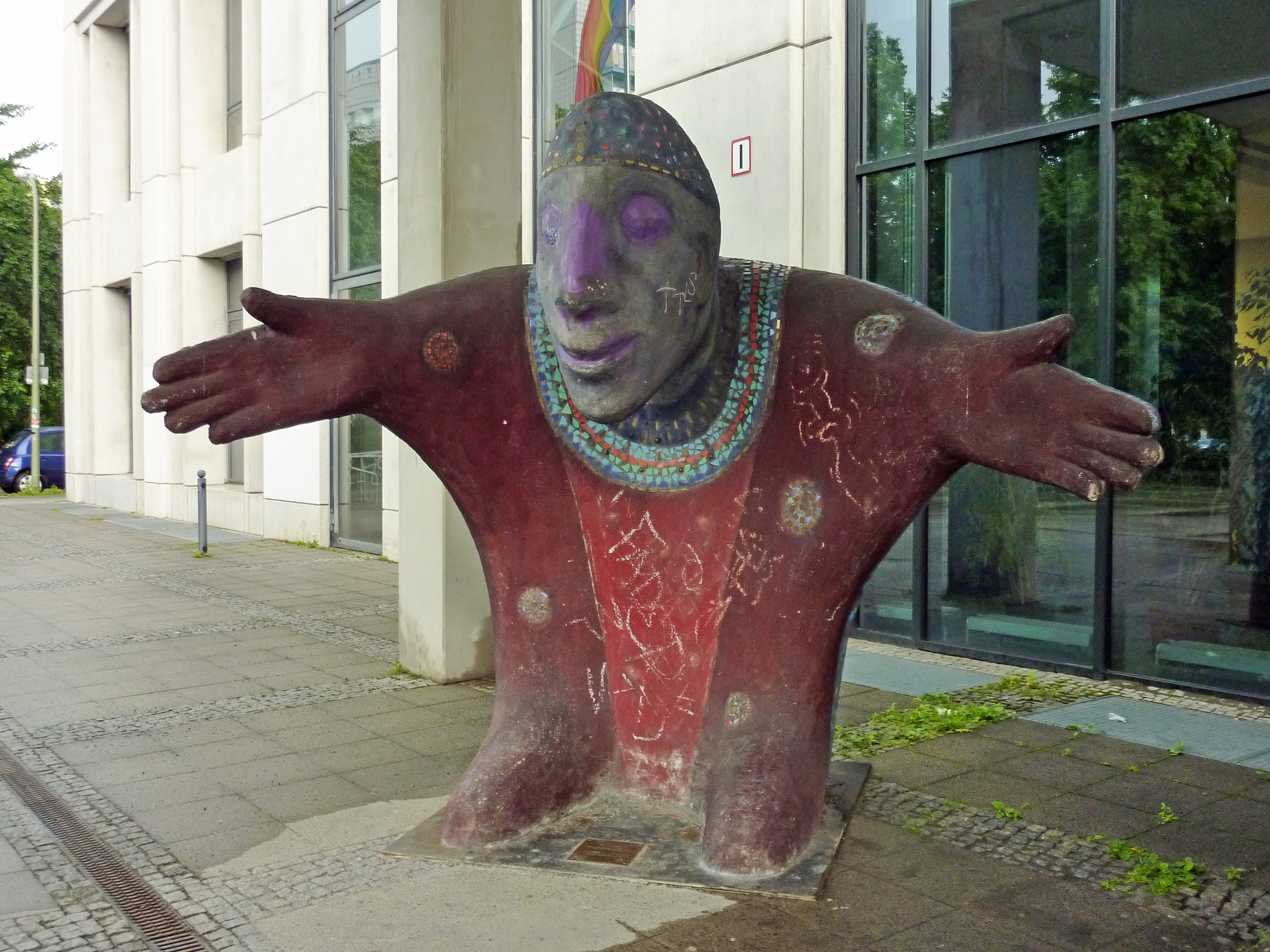
Der Ratgeber

Neben dem Haupteingang des Amtsgebäudes wurde anlässlich der Einweihung des Neubaus im März 1998 die von Christine Gersch aus Beton gefertigte Plastik Der Ratgeber aufgestellt und gleichzeitig eingeweiht.
Direkt in Räumen des Rathauses gibt es die Kunstgalerie Berolina, die regelmäßige Ausstellungen organisiert, beispielsweise waren im Mai/Juni 2021 Werke von behinderten Künstlern zu sehen.

## Rathausneubau
Im Frühjahr 2018 wurde bekannt, dass das Rathaus Mitte im Rahmen der Rekommunalisierung einen Neubau auf einer Verkehrsfläche im Innenhof des Hauses der Statistik sowie auf durch Abbruch von Flachbauten generierten Freiflächen erhält. Eigentümer des Neubaus für Rathaus und BVV-Saal, der auf 25.000 m² Bruttogrundfläche geplant ist, soll dann der Bezirk selbst sein.
Deshalb hat die Stadtbezirksversammlung im Jahr 2024 einen offenen Wettbewerb für einen Neubau an der angegebenen Stelle ausgeschrieben. Aus 20 eingereichten Entwürfen hat sich eine Jury für den Entwurf der Dresdener Bewerbergemeinschaft Atelier Schmelzer Weber Architekten PartGmbB, Storch Landschaftsarchitektur BfB – Büro für Bauplanungen und IPR consult GmbH entschieden. Er sieht einen fünfgeschossigen Basisbau mit einem 16-geschossigen verbundenen Hochhaus vor. Die Senatsverwaltung für Stadtentwicklung, Bauen und Wohnen wird den Komplex als Amtshilfe für den Bezirk errichten. In dem Rathaus wird es Flächen für den freien Publikumsverkehr geben, ein großes über drei Etagen reichendes Foyer mit Bürgerämtern, einen großen Ratssaal, eine Bibliothek, eine Kantine sowie zahlreiche nicht öffentliche Arbeitsbereiche der Fachabteilungen. Die Baufreimachung hat bereits begonnen, weitere Termine liegen noch nicht fest.